# Eric Griffiths
Eric Ronald Griffiths (31. oktober 1940 – 29. januar 2005) var en walisisk musiker, som var den første guitarist i The Quarrymen, foreløberen til The Beatles. Han forlod gruppen i sommeren 1958 og arbejdede herefter indenfor fængselsvæsenet det meste af sit liv. 
I 1997 mødtes han med de tilbageværende Quarrymen-medlemmer på ny, og sammen fik de udgivet et nyt album som endte med at blive en betydelig succes. Gruppen var efterfølgende ofte på turne frem til 2004. Griffiths døde af kræft i sit hjem i Edinburgh i 2005.